# Xanthopiodus hiekei
Xanthopiodus hiekei är en skalbaggsart som beskrevs av Antonio Vives 2001. Xanthopiodus hiekei ingår i släktet Xanthopiodus och familjen långhorningar.
Artens utbredningsområde är Madagaskar. Inga underarter finns listade i Catalogue of Life.